# Gérald Tremblay

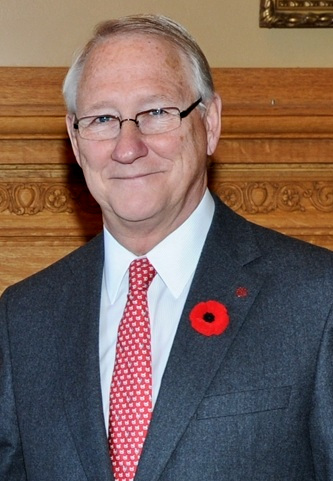
Gérald Tremblay (2011)

Gérald Tremblay (* 20. August 1942 in Ottawa, Ontario) ist ein kanadischer Politiker und Manager. Von 1989 bis 1996 war er Abgeordneter der Nationalversammlung von Québec und gehörte bis 1994 der Provinzregierung an. Im Jahr 2001 wurde er zum Bürgermeister der Stadt Montreal gewählt und hatte dieses Amt bis zu seinem Rücktritt 2012 inne. Zudem war er Vorsitzender der lokalen Partei Union Montréal.

## Biografie
Tremblay wurde in Ottawa geboren, wo sein Vater als Notar arbeitete. Als er vier Jahre alt war, zog die Familie nach Montreal. Tremblay beendete 1969 ein Rechtsstudium an der University of Ottawa, im darauf folgenden Jahr erhielt er die Zulassung als Rechtsanwalt. 1972 schloss er an der Harvard Business School als Master of Business Administration ab. Von 1974 bis 1977 unterrichtete er an der École des hautes études commerciales in Montreal, anschließend leitete er eine Beratungsfirma. Ab 1981 arbeitete er für verschiedene Staatsbetriebe der Provinz Québec in leitender Funktion im Finanzmanagement (darunter Caisse de dépôt et placement du Québec und Hydro-Québec).
Als Kandidat der Parti libéral du Québec wurde Tremblay im September 1989 in die Nationalversammlung von Québec gewählt, in der er den Wahlkreis Outremont vertrat. In der Regierung von Premierminister Robert Bourassa amtierte er als Minister für Industrie, Handel, Wissenschaft und Technologie. Im September 1994 verloren die Liberalen die Wahlen. Tremblay selbst gelang die Wiederwahl und präsidierte anschließend die Parlamentskommission für Wirtschaft und Arbeit. Im April 1996 trat er als Abgeordneter zurück. In den folgenden Jahren war er in der Privatwirtschaft tätig; unter anderem war er Präsident der Börse von Montreal und baute eine Parfümeriekette auf. 1999 war er Präsident des Organisationskomitees der WorldSkills.
Im November 2001 kandidierte Tremblay mit Erfolg bei den Montrealer Bürgermeisterwahlen. Er gewann gegen den Amtsinhaber Pierre Bourque, der die Vereinigung aller 28 Gemeinden auf der Île de Montréal vorangetrieben hatte und sich aus diesem Grund in einem Popularitätstief befand. Tremblay war mit dem Versprechen angetreten, die umstrittenen Fusionen rückgängig zu machen und die Stadtverwaltung zu dezentralisieren. Im Juli 2004 beschlossen 15 ehemalige Gemeinden die Abspaltung von Montreal; Tremblay hatte inzwischen jedoch die Seiten gewechselt, was ihm von seinen ehemaligen Unterstützern Kritik einbrachte. In der nunmehr verkleinerten Stadt wurde er 2005 wiedergewählt.
Tremblay straffte die Stadtverwaltung und war dafür besorgt, die Bürger besser in die Entscheidungsfindungsprozesse der Behörden miteinzubeziehen. Andererseits erwarb sich die Stadtverwaltung unter seiner Führung den Ruf, verschlossen und nicht sehr informationsfreudig zu sein. Im Wahlkampf vor den Bürgermeisterwahlen im November 2009 warfen die Gegenkandidaten Tremblay Korruption und Verbandelung mit der organisierten Kriminalität vor. Er setzte sich erneut durch, jedoch nur mit knapp 38 % der Stimmen.
Im Oktober 2012 wurde im Rahmen einer von der Provinzregierung Charest eingesetzten öffentlichen Untersuchung (Charbonneau-Kommission) bekannt, dass die Stadt Montreal zahlreiche Bauaufträge an ein Mafia-ähnliches Kartell vergeben habe. Ein ehemaliger Funktionär der Union Montréal warf Tremblay dabei vor, von den illegalen Finanzpraktiken gewusst zu haben. Gleichzeitig habe er nicht weiter darüber informiert werden wollen. Am 5. November 2012 trat Tremblay als Bürgermeister von Montreal zurück und kündigte gleichzeitig seinen Rückzug von allen öffentlichen Positionen an.